# Philenora tripuncta
Philenora tripuncta là một loài bướm đêm thuộc phân họ Arctiinae, họ Erebidae.